# Soleil sur Paris
Soleil sur Paris est un tableau réalisé par Albert Marquet vers 1910.
Cette peinture à l'huile sur toile est conservée au musée Pouchkine à Moscou.